# VIII Corps (United States Army)
Lo U.S. VIII Corps è stato un corpo d'armata dello United States Army che prestò servizio a più riprese nell'arco di un cinquantennio nel XX secolo. Attingendo a più riprese dalle file della riserva (U.S. Regular Army),  dal 1918 al 1968 prese parte a molteplici operazioni militari, per lo più sul teatro europeo.  Principali fatti d'arme che la coinvolsero: Operazione Cobra, battaglia per Brest, Offensiva delle Ardenne, battaglia di Coblenza.